# Minoa unicolorata
Minoa unicolorata är en fjärilsart som beskrevs av Jacob Hübner 1787. Minoa unicolorata ingår i släktet Minoa och familjen mätare. Inga underarter finns listade i Catalogue of Life.